# Colfax Township (comté de Boone, Iowa)
Pour les articles homonymes, voir Colfax Township.
Colfax Township est un township, du comté de Boone en Iowa, aux États-Unis,.
Le township est fondé en 1871 et est nommé en l'honneur de Schuyler Colfax.

## Source de la traduction
- (en) Cet article est partiellement ou en totalité issu de l’article de Wikipédia en anglais intitulé « Colfax Township, Boone County, Iowa » (voir la liste des auteurs).